# Інтернет-комунікація
Інтерне́т-комуніка́ція (англ. Internet Communication) — спілкування за допомогою глобальної комп'ютерної мережі Інтернет. Комунікація за допомогою Інтернету виявляється у двох аспектах: 1) здійснення обміну інформацією між різними суб'єктами комунікації за допомогою голосу, відео, текстових повідомлень, документів, файлів та ін. (наприклад, системи інтернет-магазинів, інтернет-банкінгу тощо); 2) спілкування між комунікантами-людьми.

## Мова інтернет-комунікації
Мовне середовище Інтернету — це сукупність великої кількості не пов'язаних між собою сфер спілкування, що функціонують автономно, а тому мова інтернет-комунікації функціонально-стилістично неоднорідна, вирізняється великою кількістю жанрів. Характерною особливістю спілкування між комунікантами-людьми є можливість здійснювати комунікативний акт анонімно, довільно вибирати учасника для розмови, що зменшує соціально-психологічні ризики комунікації, відповідно такому спілкуванню також властива афективність, часте недотримання літературних норм, використання некодифікованих одиниць.
Мова інтернет-комунікації поповнюється новими лексемами за рахунок запозичень (зокрема з англійської мови — драйвовий, меседж), професіоналізмів (з мови комп'ютерників — запатчити, онлайн) та слів інших груп лексики. Запозичення нерідко використовуються в англійському написанні, транслітеруються українською абеткою. Частина лексем зафіксована словниками (файл, ноутбук). До морфологічних особливостей мови інтернет-комункації належить, зокрема, активне використання імперативу. У запозиченнях нерідко використовуються дериваційні моделі інших мов (здебільшого англійської та російської). Синтаксичні конструкції найбільше зазнають змін у розмовній мові, що відповідає тенденції до спрощення синтаксичних конструкцій, текстової економії при спілкуванні в Інтернеті. Тут характерні короткі розмовні репліки, специфічна розмовна синтаксична структура. На рівні стилістичної організації тексту для мови інтернет-комунікації властиве розширення функцій епістолярного жанру, а також трансформація традиційних форм розмовного стилю, головною ознакою якого є відсутність усного варіанту мови. Як наслідок — одиниці писемного тексту перебирають на себе функції усної мови. Для такої мови характерне обмежене використання невербальних засобів, тому для позначення почуттів комуніканти послуговуються особливими знаковими системами — серед яких спеціальні піктограми — емотикони, а також пунктуаційними знаками, великими літерами для позначення модуляцій голосу.
Організація тексту в мові інтернет-комунікації нерідко має нелінійний характер, що забезпечується використанням гіпертексту. Мова інтернет-комунікації найбільшою мірою досліджена у працях українського вченого С. Чемеркіна.

## Психологічний феномен інтернет-комунікації
Віртуальна реальність простіша, ніж фізична та соціальна, відповідно дві останні в інтернет-комунікації редукуються до набору окремих ознак. Опанувати й вивчити віртуальну комунікацію значно простіше, ніж спілкування у реальному житті, цим інтернет-комунікація й затягує, цим можна пояснити частково втечу у ігрову чи іншу (редуковану) реальність.
Для інтернет-комунікації властиві такі характеристики:
1) Анонімність, невидимість і відчуття безпеки. Дж. Сулер зазначає, що в такого типу комунікації є ефект вільного спілкування, у межах якого можливі дві реалізації: вихід негативних емоцій і задоволення деструктивних потреб (ображення інших, взламування сайтів) або реалізація можливості бути відвертим і не закриватися у якихось дуже особистих аспектах.
2) Одночасно із конструюванням власної віртуальної особистості людина створює образ співбесідника, який майже завжди не відповідає дійсності, оскільки інформацію, якої не вистачає, він просто домислює.
3) Обмежене сенсорне переживання, складність у вираженні емоцій, що частково компенсується спеціально розробленою знаковою системою (наприклад, емотиконами).

## Ділова інтернет-комунікація
У сфері ділового спілкування в мережі Інтернет вироблено специфічні особливості. До таких належать:

1. Писемна форма спілкування. У звичайних перемовинах, поза межами Інтернету, основним засобом передавання інформації є усна мова. Писемні форми спілкування мають допоміжний характер. У інтернет-комунікації на писемну форму покладено основне навантаження ділової комунікації. Писемна форма вимагає конкретніше формулювати думку, уточнювати формулювання, висловлюватися лаконічно. Такий спосіб комунікації сприяє не емоційному, а раціональному стилю переговорів, що буває корисно у конфліктних ситуаціях. 

2. Цитування співбесідника. Зручним і відповідно поширеним способом відповідати на запитання, поставлені в електронному листі, є копіювання питання і друкування відповіді безпосередньо за запитанням. Така форма дає змогу уникнути неправильного тлумачення того, що було зазначене раніше, а відтак посилює увагу майже до кожного написаного слова. 

3. Деформалізація спілкування. Стиль ділової інтернет-комунікації дає змогу скоротити психологічну дистанцію між партнерами. Маркерами такої зміни є: 
 — скорочення інформації у підписові, з якого поступово забирають повні реквізити, формальні розмовні звороти;
 — зміна звертання до адрасата на початку листа; 
 — зростання частоти менш формальних виразів; 
 — поява у тексті емотиконів, спеціальних символів на позначення емоцій; 
 — перехід на «ти». 

4. Поява у ділових повідомленнях інформації особистого характеру. Один діловий партнер може надавати іншому інформацію з посиланням на власний сайт, блоґ тощо. 

5. Збільшення кількості каналів комунікації. Партнери обмінюються не лише корпоративною електронною поштою, а й через персональну електронну пошту, ICQ, Skype. Людина стає доступнішою.